# Atletika na Letních olympijských hrách 1996 – 100 metrů muži
Běh na 100 metrů mužů na Letních olympijských hrách 1996 se uskutečnil ve dnech 26. července a 27. července na Olympijském stadionu v Atlantě. Vítězem závodu se stal v novém světovém rekordu kanadský sprinter Donovan Bailey, stříbro získal Frankie Fredericks z Namibie a bronz reprezentant Trinidadu a Tobaga Ato Boldon.

## Průběh závodu
Finále bylo velmi nervózní, protože start musel být několikrát opakován z důvodu předčasného vyběhnutí sprinterů. Nakonec na to doplatil i obhájce titulu z Barcelony 1992 Brit Linford Christie, který v Atlantě startoval ještě ve svých 36 letech. Po startu se do vedení dostal favorizovaný Namibijec Frederics (který v sezóně zaběhl nejrychlejší čas 9,86 s. a očekával se jeho útok na světový rekord), v polovině trati se ale dopředu propracoval Kanaďan Jamajského původu Bailey. Ten dosáhl zdaleka nejvyšší rychlosti běhu v celém startovním poli (neoficiálně asi 43,9 km/h) a cílem proletěl v čase nového světového rekordu 9,84 s (přesně 9,835 s). O setinu tak vylepšil dosavadní maximum Američana Leroye Burella 9,85 s. z roku 1994. Stříbro bral v čase o 5 setin pomalejším Fredericks, bronz o setinku zpět mladý Trinidaďan Boldon. Na americké sprintery medaile nezbyla, což bylo na domácích hrách velkým zklamáním.

## Výsledky finálového běhu
| *                | jméno              | země                   | čas   |
| ---------------- | ------------------ | ---------------------- | ----- |
| Zlatá medaile    | Donovan Bailey     | Kanada                 | 9,84  |
| Stříbrná medaile | Frankie Fredericks | Namibie                | 9,89  |
| Bronzová medaile | Ato Boldon         | Trinidad a Tobago      | 9,90  |
| 4                | Dennis Mitchell    | Spojené státy americké | 9,99  |
| 5                | Michael Marsh      | Spojené státy americké | 10,00 |
| 6                | Davidson Ezinwa    | Nigérie                | 10,14 |
| 7                | Michael Green      | Jamajka                | 10,16 |
| DSQ              | Linford Christie   | Velká Británie         |       |